# Corydoras pygmaeus
Corydoras pygmaeus es un pez tropical de agua dulce perteneciente a la subfamilia Corydoradinae de la familia Callichthyidae. Se lo encuentra en América del Sur, en el río Madeira.

## Descripción
Los machos crecen en longitud hasta solo 2,1 centímetros, hembras ligeramente más grandes. El cuerpo es de color plateado-blanco, los laterales con una línea negra. Aleta adiposa tras la aleta dorsal. Tiene la capacidad, como todos los Corydoras, de respirar aire con el intestino. Origen Amazónico.

## En Cautiverio
Esta especie prefiere los acuarios densamente plantados, prefieren las plantas de hojas anchas, tipo Echinodorus, Anubias y helecho de java (Microsorium), aunque estos peces pasan por el fondo por comida, prefieren buscar comida de la parte media del acuario, necesitan estar en cardumenes de hasta 6 como mínimo, pero es mejor más de 10, ya que así se sienten más seguros en un acuario, esta especie gusta de alimento vivo, como Microgusano de la avena ,Daphnia, Artemias y Larvas  de mosquito

### Parámentos
Esta especie prefiere un pH de 6.0 a 7.0, no tolera la sal ni el agua alcalina, además, esta especie prefiere los acuarios plantados y biotopo, con lo que se debe conocer que plantas son de aguas ácidas, y para bajar el pH, se debe usar troncos de árboles de río o troncos de árbol que vendan en las tiendas de peces, que esos vienen curados, pero es necesario hervirlos, también se puede usar Hojas de Almendro Indio ya que esas hojas con sus taninos, acidifica el agua y posee químicos antibióticos, que pueden matar bacterias dañinas y ciertos parásitos como el ICH. También favorece el crecimiento de Bacterias beneficiosas tipo Nitrobacter y Nitrosomonas además de favorecer la proliferación de la fauna intestinal

### Filtración
Esta especie requiere acuarios con buena filtración, Que no genere tanta corriente, se necesita un filtro que remueva 5 veces los litrajes del acuario, ya que esta especie suele dejar mucho excremento. También se debe hacer sifonados cada semana y cambios de agua semanales

### Fondo
Este pez requiere arena de sílice, o al menos gravilla fina o grava fina, aunque comen en la parte media del acuario, también es recomendable la arena, porque se la pasan en el fondo, aunque les gustan estar sobre las hojas de las plantas, además, estas Corydoras pueden comer en el fondo, gustan de tener sombras en el acuario, zonas con poca luz o estar debajo de hojas de las plantas, donde les provee escondite y sombra.